# XXXI Giochi mondiali universitari estivi
I XXXI Giochi mondiali universitari estivi (in inglese: 2021 FISU World University Games Summer) si sono svolti a Chengdu, in Cina, dal 28 luglio all'8 agosto 2023.
Originariamente l'evento era stato calendarizzato dal 18 al 29 agosto 2021, ma il 1º aprile dello stesso anno la FISU ha deciso di posticiparlo di un anno a causa della pandemia di COVID-19. Nel 2022 l'edizione è stata ulteriormente rinviata al 2023, sostituendo di fatto quella che si sarebbe dovuta svolgere a Ekaterinburg, che è stata cancellata a causa dell'invasione russa dell'Ucraina.

## Assegnazione
Il 1º settembre 2014 la FISU ha aperto le offerte per le Universiadi invernali ed estive 2021
- Bucarest (Romania)
- Santiago de Cali (Colombia)

Il 14 ottobre 2018, è stato riferito che la FISU aveva proposto un'offerta congiunta tra Seul, Corea del Sud e Pyongyang, Corea del Nord, durante un incontro tra il sindaco di Seoul Park Won-soon e il segretario generale della FISU Eric Saintrond.
Il 13 dicembre 2018, è stato riferito che un rappresentante di Chengdu, in Cina, aveva firmato un "contratto di pre-attribuzione" con la FISU in una riunione del suo comitato direttivo a Braga, in Portogallo

## Mascotte
La mascotte "Rong Bao" (cinese: 蓉宝), un panda gigante, è stata svelata il 30 dicembre 2019. "蓉" sta per Chengdu e "宝" significa Tesoro

### Logo
Il logo dei Giochi mondiali universitari di Chengdu trae ispirazione dall'uccello solare, simbolo dell'antica cultura del Sichuan e anche dalla lettera 'U' che sta per sport universitario.

## Sport
A causa della creazione della FISU University Football World Cup nel 2019, il calcio è stato tolto dal programma degli sport presenti alle Universiadi. Nonostante questa modifica, il numero degli sport obbligatori è stato mantenuto a quindici, ed badminton dopo cinque edizioni da sport facoltativo è diventato sport obbligatorio.
- Atletica leggera (50) (dettagli)
- Badminton (6) (dettagli)
- Canottaggio (15) (dettagli)
- Ginnastica
  -  Ginnastica artistica (14) (dettagli)
  -  Ginnastica ritmica (8) (dettagli)
- Judo (16) (dettagli)
- Pallacanestro (2) (dettagli)
- Pallavolo (2) (dettagli)
- Scherma (12) (dettagli)
- Sport acquatici
  -  Nuoto (42) (dettagli)
  -  Pallanuoto (2) (dettagli)
  -  Tuffi (15) (dettagli)
- Taekwondo (23) (dettagli)
- Tennis (7) (dettagli)
- Tennistavolo (7) (dettagli)
- Tiro (18) (dettagli)
- Tiro con l'arco (10) (dettagli)
- Wushu (20) (dettagli)

## Programma
Il programma è stato pubblicato il 28 agosto 2022.
Gli orari sono inidicati nel China Standard Time (UTC+8)
| CA | Cerimonia d'apertura | 1 | Finali | CC | Cerimonia di chiusura | ● | Competizioni |

| Luglio/Agosto 2023      | Luglio/Agosto 2023      | Luglio | Luglio | Luglio | Luglio | Luglio | Agosto | Agosto | Agosto | Agosto | Agosto | Agosto | Agosto | Agosto | Eventi |
| Luglio/Agosto 2023      | Luglio/Agosto 2023      | 27 Gio | 28 Ven | 29 Sab | 30 Dom | 31 Lun | 1 Mar  | 2 Mer  | 3 Gio  | 4 Ven  | 5 Sab  | 6 Dom  | 7 Lun  | 8 Mar  | Eventi |
| ----------------------- | ----------------------- | ------ | ------ | ------ | ------ | ------ | ------ | ------ | ------ | ------ | ------ | ------ | ------ | ------ | ------ |
| Cerimonie               | Cerimonie               |        | CA     |        |        |        |        |        |        |        |        |        |        | CC     |        |
| Atletica leggera        | Atletica leggera        |        |        |        |        |        | 2      | 6      | 10     | 7      | 11     | 14     |        |        | 50     |
| Badminton               | Badminton               |        |        |        | ●      | ●      | ●      | 1      |        | ●      | ●      | ●      | 5      |        | 6      |
| Canottaggio             | Canottaggio             |        |        |        |        |        |        |        |        | ●      | ●      | 15     |        |        | 15     |
| Ginnastica              |                         |        |        |        |        |        |        |        |        |        |        |        |        |        |        |
| Ginnastica artistica    |                         |        |        |        |        | ●      | 1      | 1      | 2      | 10     |        |        |        | 14     |        |
| Ginnastica ritmica      |                         |        | ●      | 2      | 6      |        |        |        |        |        |        |        |        | 8      |        |
| Judo                    | Judo                    |        |        | 5      | 4      | 5      | 2      |        |        |        |        |        |        |        | 16     |
| Pallacanestro           | Pallacanestro           |        | ●      | ●      | ●      | ●      | ●      | ●      | ●      | ●      | 1      | 1      |        |        | 2      |
| Pallavolo               | Pallavolo               |        |        | ●      | ●      | ●      | ●      | ●      | ●      | ●      | ●      | 1      | 1      |        | 2      |
| Scherma                 | Scherma                 |        |        |        |        |        |        | 2      | 2      | 2      | 2      | 2      | 2      |        | 12     |
| Sport acquatici         |                         |        |        |        |        |        |        |        |        |        |        |        |        |        |        |
| Nuoto                   |                         |        |        |        |        | 4      | 6      | 5      | 7      | 5      | 7      | 8      |        | 42     |        |
| Pallanuoto              | ●                       | ●      | ●      | ●      | ●      | ●      | ●      | ●      | ●      | ●      | ●      | 1      | 1      | 2      |        |
| Tuffi                   |                         |        |        |        | 2      | 1      | 1      | 3      | 2      | 1      | 1      | 4      |        | 15     |        |
| Taekwondo               | Taekwondo               |        |        | 2      | 3      | 4      | 4      | 4      | 4      | 2      |        |        |        |        | 23     |
| Tennis                  | Tennis                  |        |        | ●      | ●      | ●      | ●      | ●      | ●      | ●      | 2      | 5      |        |        | 7      |
| Tennistavolo            | Tennistavolo            |        |        | ●      | ●      | ●      | 2      | ●      | 1      | 2      | 2      |        |        |        | 7      |
| Tiro                    | Tiro                    |        |        | 4      | 4      | 2      | 6      | 2      |        |        |        |        |        |        | 18     |
| Tiro con l'arco         | Tiro con l'arco         | ●      | ●      | ●      | 6      | 4      |        |        |        |        |        |        |        |        | 10     |
| Wushu                   | Wushu                   |        |        | 6      | 8      | ●      | ●      | ●      | 6      |        |        |        |        |        | 20     |
| Medaglie della giornata | Medaglie della giornata | 0      | 0      | 17     | 27     | 23     | 21     | 23     | 32     | 24     | 34     | 46     | 21     | 1      | 269    |
| Totale                  | Totale                  | 0      | 0      | 17     | 44     | 67     | 88     | 111    | 143    | 167    | 201    | 247    | 268    | 269    |        |
| Luglio/Agosto 2023      | Luglio/Agosto 2023      | Luglio | Luglio | Luglio | Luglio | Luglio | Agosto | Agosto | Agosto | Agosto | Agosto | Agosto | Agosto | Agosto | Eventi |
| Luglio/Agosto 2023      | Luglio/Agosto 2023      | 27 Gio | 28 Ven | 29 Sab | 30 Dom | 31 Lun | 1 Mar  | 2 Mer  | 3 Gio  | 4 Ven  | 5 Sab  | 6 Dom  | 7 Lun  | 8 Mar  | Eventi |

## Cerimonie

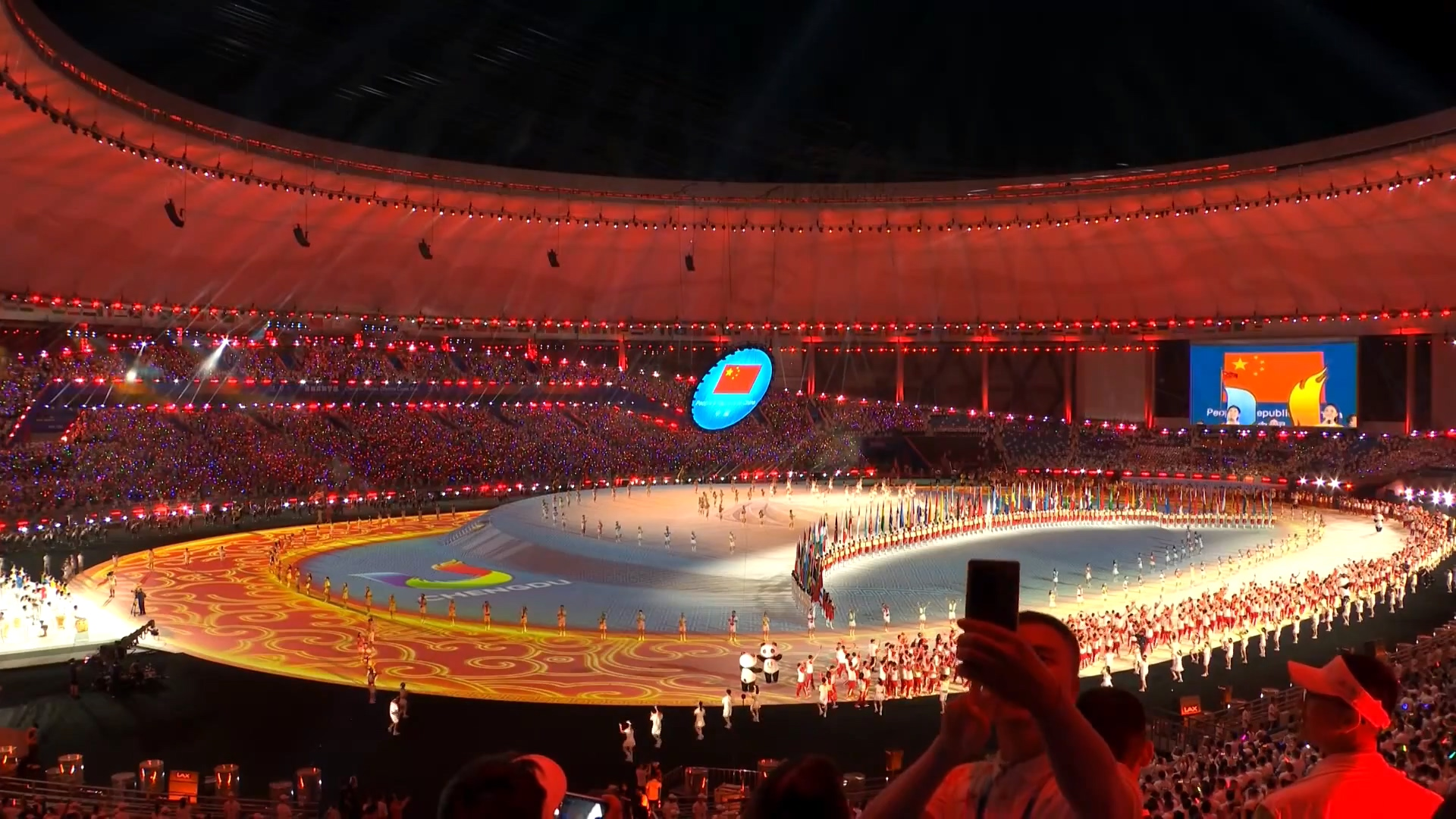
Cerimonia d'apertura

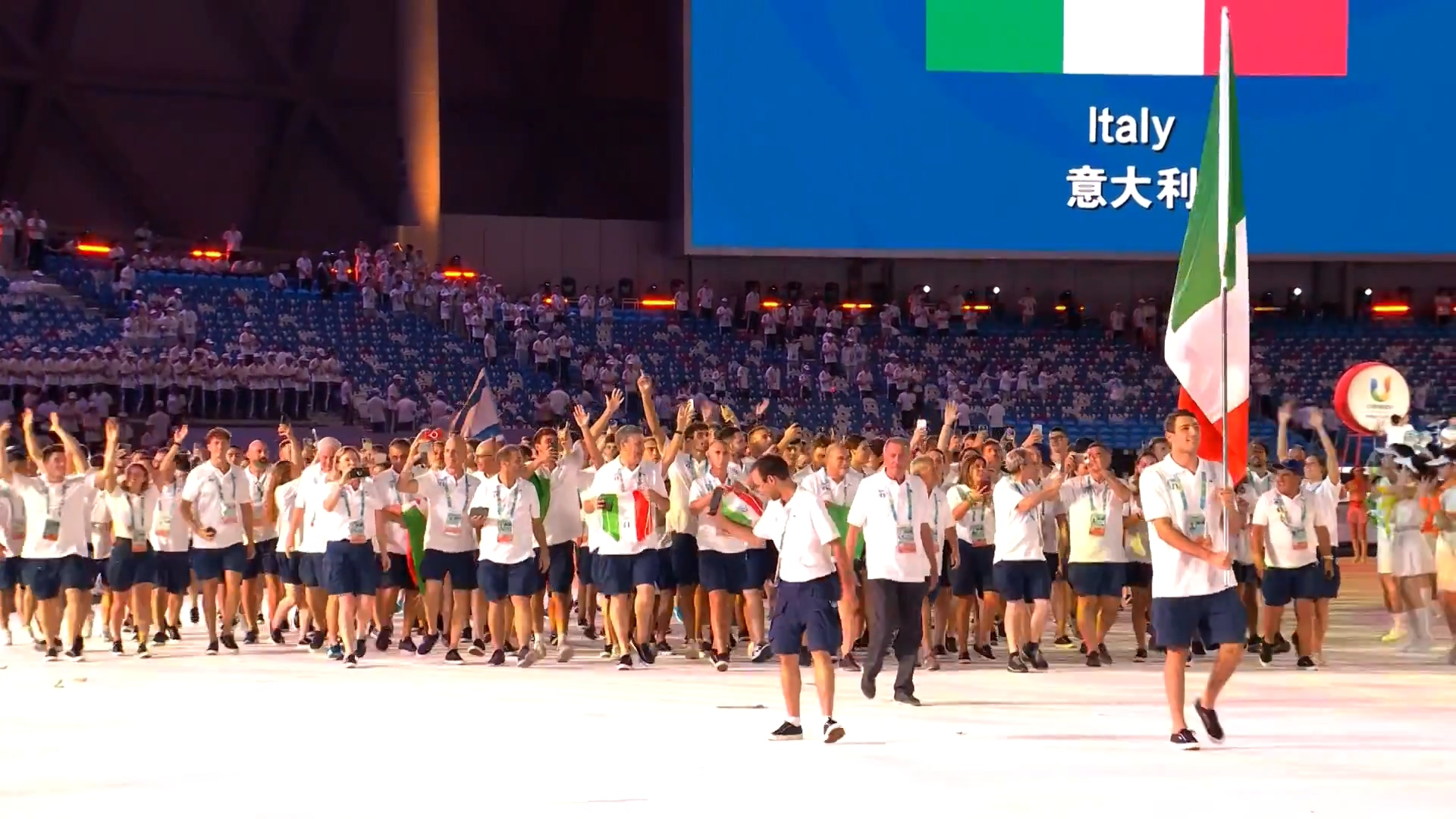
Eduardo Campopiano guida la delegazione italiana

La cerimonia di apertura si è tenuta la sera del 28 luglio 2023 nel nuovo Dong'an Lake Stadium. Hanno sfilato le delegazioni nazionali partecipanti ed è stata l'innalzata la bandiera e i simboli della FISU, con il giuramento di atleti, allenatori e giudici. Durante la cerimonia sono state celebrate la provincia di Sichuan e le tradizioni culturali cinesi. Infine, è stata accesa la cosiddetta fiamma della conoscenza.
La cerimonia di chiusura si è tenuta la sera dell'8 agosto 2023 al Chengdu Open Air Music Park, con la consegna della bandiera e dei simboli della FISU alla Regione Reno-Ruhr (Germania), scelta per ospitare l'edizione successiva dei giochi nel 2025, e lo spegnimento della fiamma.

## Medagliere
Nazione ospitante 
| Pos.   | Paese         | Oro | Argento | Bronzo | Totale |
| ------ | ------------- | --- | ------- | ------ | ------ |
| 1      | Cina          | 103 | 40      | 35     | 178    |
| 2      | Giappone      | 21  | 29      | 43     | 93     |
| 3      | Corea del Sud | 17  | 18      | 23     | 58     |
| 4      | Italia        | 17  | 18      | 21     | 56     |
| 5      | Polonia       | 15  | 16      | 12     | 43     |
| 6      | Turchia       | 11  | 12      | 12     | 35     |
| 7      | India         | 11  | 5       | 10     | 26     |
| 8      | Taipei Cinese | 10  | 17      | 19     | 46     |
| 9      | Lituania      | 6   | 4       | 2      | 12     |
| 10     | Francia       | 5   | 8       | 10     | 23     |
| 11     | Iran          | 5   | 6       | 12     | 23     |
| 12     | Germania      | 4   | 8       | 12     | 24     |
| 13     | Ucraina       | 4   | 4       | 3      | 11     |
| 14     | Rep. Ceca     | 4   | 3       | 5      | 12     |
| 15     | Indonesia     | 4   | 3       | 0      | 7      |
| 16     | Hong Kong     | 4   | 1       | 7      | 12     |
| 17     | Ungheria      | 3   | 8       | 6      | 17     |
| 18     | Portogallo    | 3   | 4       | 0      | 7      |
| 19     | Sudafrica     | 2   | 11      | 7      | 20     |
| 20     | Kazakistan    | 2   | 7       | 11     | 20     |
| 21     | Thailandia    | 2   | 4       | 6      | 12     |
| 22     | Paesi Bassi   | 2   | 3       | 4      | 9      |
| 23     | Svizzera      | 2   | 1       | 4      | 7      |
| 24     | Stati Uniti   | 1   | 9       | 13     | 23     |
| 25     | Macao         | 1   | 3       | 3      | 7      |
| 26     | Slovacchia    | 1   | 2       | 0      | 3      |
| 27     | Malaysia      | 1   | 1       | 5      | 7      |
| 28     | Australia     | 1   | 1       | 4      | 6      |
| 29     | Giamaica      | 1   | 1       | 0      | 2      |
| 29     | Lussemburgo   | 1   | 1       | 0      | 2      |
| 29     | Uganda        | 1   | 1       | 0      | 2      |
| 32     | Finlandia     | 1   | 0       | 3      | 4      |
| 33     | Austria       | 1   | 0       | 1      | 2      |
| 33     | Bulgaria      | 1   | 0       | 1      | 2      |
| 35     | Ghana         | 1   | 0       | 0      | 1      |
| 36     | Uzbekistan    | 0   | 8       | 6      | 14     |
| 37     | Brasile       | 0   | 7       | 6      | 13     |
| 38     | Azerbaigian   | 0   | 3       | 6      | 9      |
| 39     | Algeria       | 0   | 1       | 3      | 4      |
| 40     | Cipro         | 0   | 1       | 2      | 3      |
| 40     | Romania       | 0   | 1       | 2      | 3      |
| 42     | Moldavia      | 0   | 1       | 1      | 2      |
| 43     | Brunei        | 0   | 1       | 0      | 1      |
| 43     | Singapore     | 0   | 1       | 0      | 1      |
| 45     | Georgia       | 0   | 0       | 4      | 4      |
| 45     | Mongolia      | 0   | 0       | 4      | 4      |
| 47     | Vietnam       | 0   | 0       | 3      | 3      |
| 48     | Armenia       | 0   | 0       | 2      | 2      |
| 48     | Spagna        | 0   | 0       | 2      | 2      |
| 50     | Belgio        | 0   | 0       | 1      | 1      |
| 50     | Croazia       | 0   | 0       | 1      | 1      |
| 50     | Kirghizistan  | 0   | 0       | 1      | 1      |
| 50     | Turkmenistan  | 0   | 0       | 1      | 1      |
| Totale | Totale        | 269 | 273     | 339    | 881    |